# 싱어송라이터

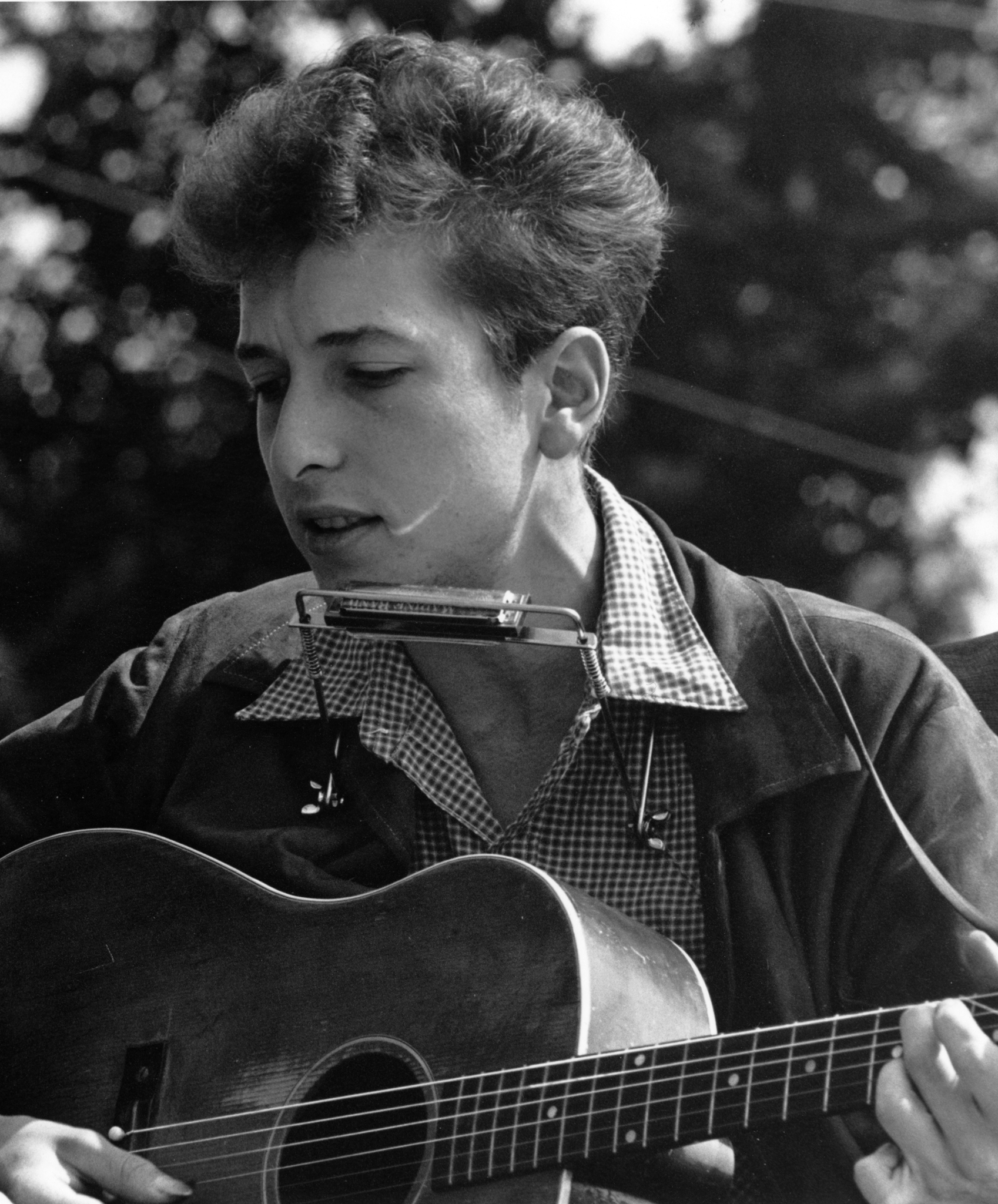
싱어송라이터 밥 딜런

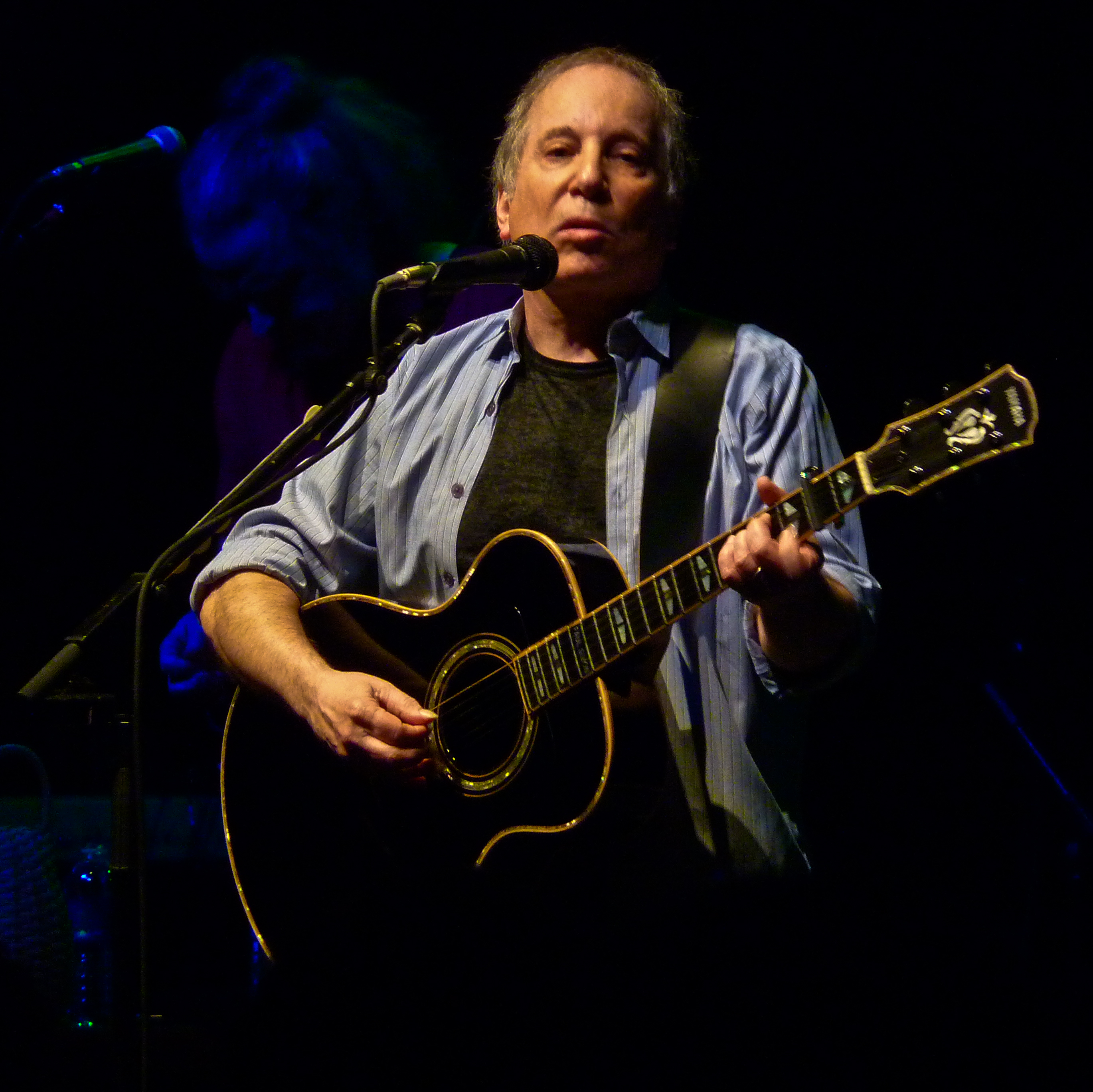
싱어송라이터 폴 사이먼

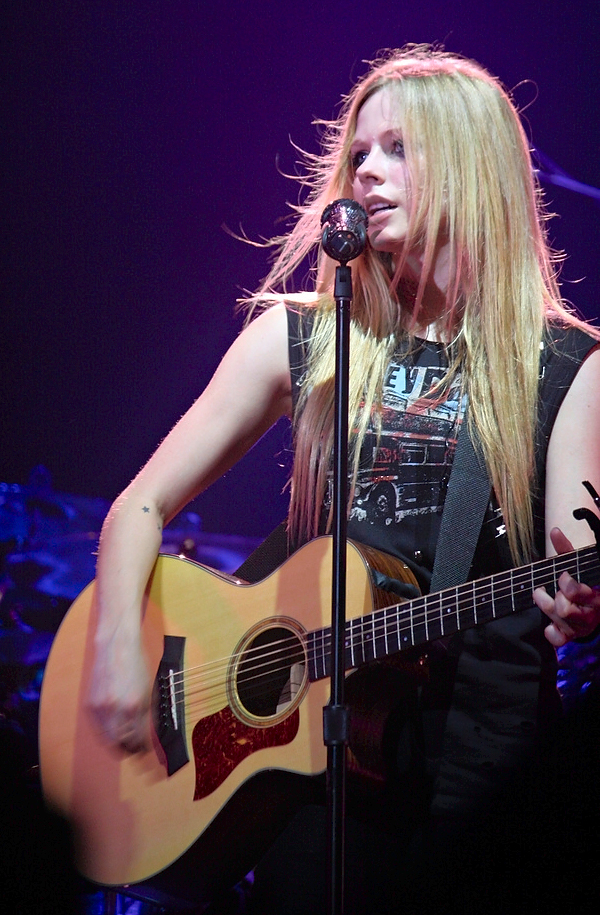
싱어송라이터 에이브릴 라빈

싱어송라이터(영어: singer-songwriter)는 싱어(singer)와 송라이터(songwriter)의 합성어로, 작사가, 작곡가, 가수를 겸하는 사람을 이른다. 작사가 겸 가수 또는 작곡가 겸 가수, 또는 작사와 작곡 모두 병행하는 가수 모두 싱어송라이터라 부를 수 있다. 그렇지만 불편하게도 발표하는 모든 곡이 자신의 곡만으로 구성되어야만 싱어송라이터가 되는 것은 아니다. 이 장르는 포크-어쿠스틱 전통과 함께 시작했다.

## 역사
싱어송라이터의 개념은 전 세계적으로 다양한 형태로 존재해온 고대 음유시인의 구전 전통에서 유래한다. 시는 성가나 노래로 연주되며 때로는 하프나 기타 유사한 악기가 반주되기도 한다. 인쇄술이 발명된 후에는 발라드 판매자들이 노래를 작곡하고 연주했다. 일반적으로 이러한 버전은 지속적으로 발전하는 기존 곡과 가사의 버전이다. 이것이 민속문화의 싱어송라이팅 전통으로 발전했다.
여행하는 공연자들은 유럽 전역에 존재했다. 따라서 민속학자 아나톨레 르 브라즈(Anatole Le Braz)는 발라드 가수 얀 아르 미누즈(Yann Ar Minouz)에 대해 자세히 설명한다. 얀 아르 미누즈는 19세기 후반 브리타니를 여행하며 노래를 작곡하고 연주했으며 인쇄본을 판매했다.
대도시에서는 공공장소에서 공연을 하며 생계를 유지하는 것이 가능했고 축음기의 발명으로 테오도르 보트렐(Théodore Botrel), 조지 M. 코핸(George M. Cohan), 행크 윌리엄스(Hank Williams)와 같은 초기 싱어송라이터들이 유명인사가 되었다. 라디오는 대중의 인지도와 매력을 더욱 높여주었다.
1940년대부터 1960년대까지 미국 포크 음악의 부흥으로 촉발된 기간 동안, 전통 포크 음악과 알마낙 싱어스(Almanac Singers) 및 위버스(Weavers)와 같은 그룹에서 영감을 받은 젊은 연주자들이 자신만의 독창적인 자료를 작곡하고 연주하며 자신만의 음악 편곡을 만들기 시작했다.
21세기 초, 많은 야심 찬 싱어송라이터들이 음악을 작곡하고 녹음하기 위해 디지털 오디오 워크스테이션 개러지밴드를 활용해 왔다. 개러지밴드를 통해 전문적으로 음악을 작곡한 싱어송라이터로는 에리카 바두(2008년 앨범 New Amerykah Part One용)와 빌랄(2010년 앨범 Airtight's Revenge용)이 있다.

## 같이 보기
- 싱어송라이터 목록